# Chemin de fer du Gornergrat
Le chemin de fer du Gornergrat, en allemand Gornergrat Bahn, fonctionne en Suisse sur une ligne de chemin de fer à crémaillère reliant Zermatt au Gornergrat dans la région du massif du Mont-Rose.

## Historique

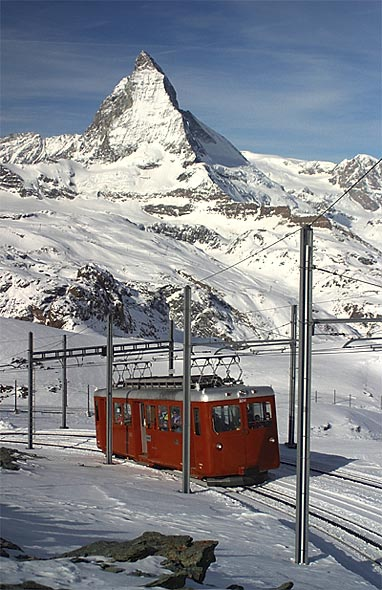
Train du GGB montant vers la gare du Gornergrat, avec le Cervin au loin en surplomb.

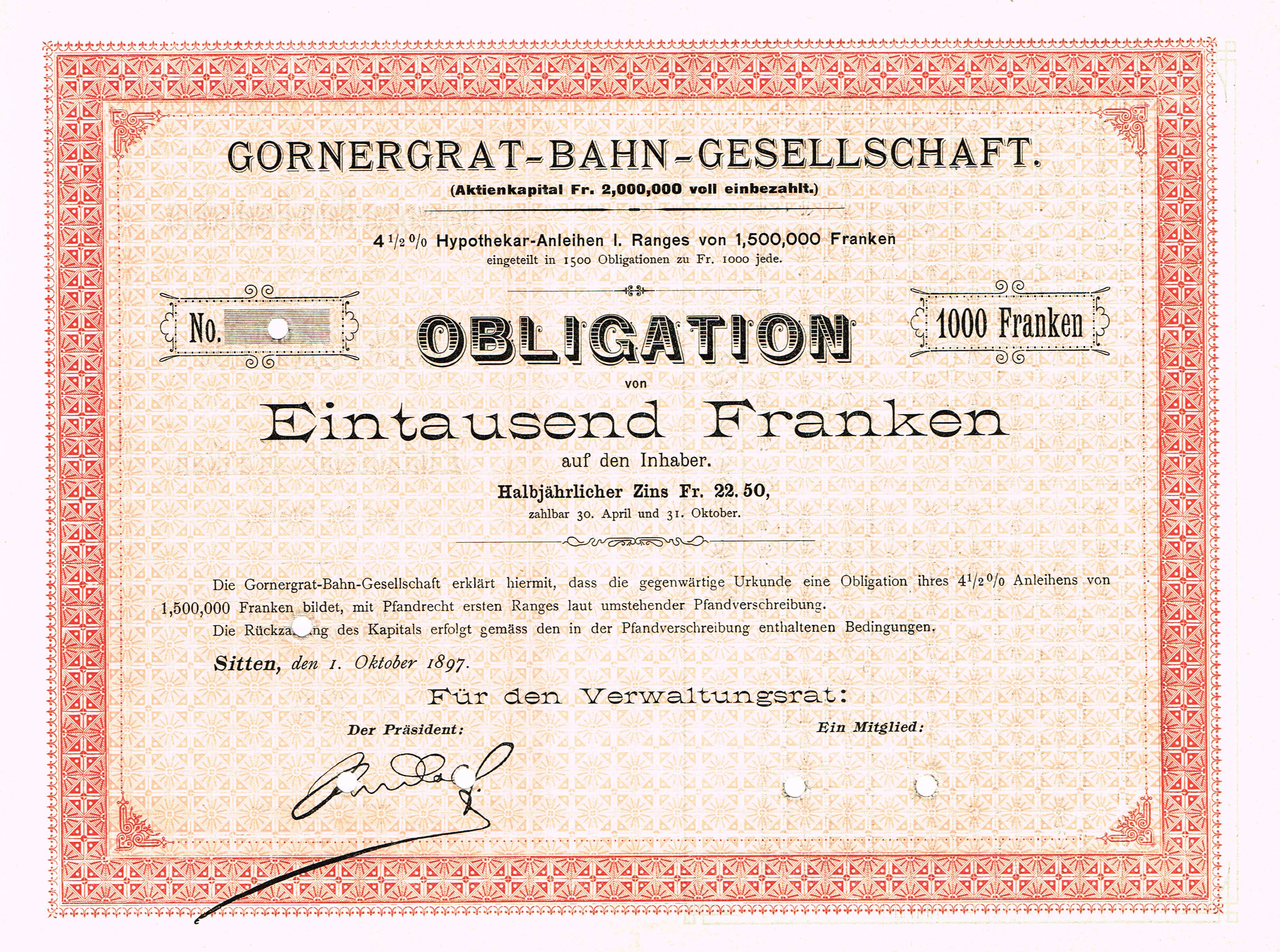
Obligation de la Gornergrat-Bahn compagnie en date du 1. Octobre 1897

Après l'ouverture du chemin de fer de Brigue-Viège-Zermatt (BVZ) en 1891, des efforts ont été faits pour ouvrir une autre ligne en direction du mont Rose. Une concession a été octroyée le 20 juin 1892 et les travaux ont débuté en mai 1896. La ligne fut construite par la Société Haag et Greulich fondée à cet effet en 1894 par Auguste Haag, architecte à Bienne et M. Greulich de Lucerne. La ligne, à voie étroite et à crémaillère Abt sur toute sa longueur, a été mise en exploitation le 20 août 1898.
La ligne a été électrifiée avec du courant alternatif triphasé de 725 volts dès le début. La gare de départ à Zermatt se trouve juste à côté de celle du Matterhorn-Gotthard Bahn à 1 604 mètres d'altitude. La ligne fait 9,3 km avec une pente maximale de 20 % et aboutit au Gornergrat à 3 089 mètres, plus haute gare ferroviaire à l'air libre d'Europe.
En 1909, la voie a été prolongée de 310 mètres pour atteindre le sommet. Jusqu'en 1928, la ligne n'était en service que l'été. À la sortie de la Première Guerre mondiale, les premières circulations hivernales allaient uniquement jusqu'à Riffelalp puis Riffelboden. La section suivante jusqu'au sommet présentait un risque assez fort d'avalanches.

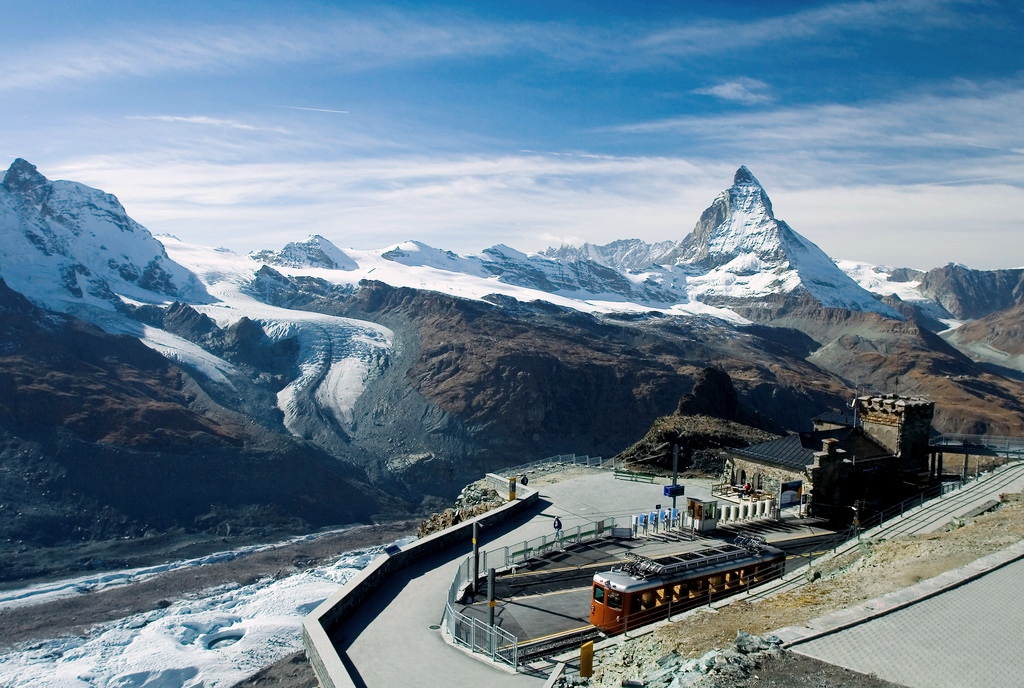
La gare du Gornergrat située à 3089 mètres d'altitude est la plus haute gare ferroviaire à l'air libre d'Europe. Au fond, le Cervin ; à gauche, le Petit Cervin et son glacier, le glacier Inférieur du Théodule, qui est rejoint par le Breithorngletscher plus à gauche.

En 1939, des travaux pour construire des pare-avalanches débutèrent. Ils furent retardés par le début de la Deuxième Guerre mondiale jusqu'en 1941. À partir de 1942, les trains purent circuler jusqu'au sommet en hiver, à la suite de la construction (1938-1940) d'une galerie paravalanche de 770 mètres.
En 1997, Gornergrat Bahn a été renommé en Gornergrat-Monte Rosa-Bahnen pour montrer que des téléphériques existaient au sommet du Gornergrat. Cette modification a été annulée par l'assemblée générale des actionnaires du 1er avril 2005. En mai 2005, la BVZ holding a soumis une offre de reprise de Gornergrat Bahn. Un traité de fusion a été signé et la Gornergrat Bahn est devenue une filiale à 100 % de BVZ holding.

## Matériels roulant
Au début de l'exploitation, le parc de matériel est constitué d'automotrice He2/3 et He2/2, construites par SLM/BBC de 180 kW. Après la Seconde Guerre mondiale, la compagnie achète 11 machines de type Bhe 2/4, construites par SLM/BBC/SIG avec une puissance de 190 kW, en service de 1949 à 1961.
Vers 1965, la compagnie reçoit quatre Bhe 4/8 de 380 kW, puis deux Bhe 4/4 en 1981 et enfin le parc est complété en 1993, par quatre automotrices double Bhe 4/8 de 804 kW, construites par SLM/ABB. La compagnie possède également une automotrice de bagages Dhe 2/4.
En 2006, c'est la Société Stadler Rail qui livre quatre automotrices Bhe 4/6 d'une puissance de 1200 kW, permettant un temps de parcours plus rapide (30 minutes au lieu de 90 minutes auparavant).
En 2019, la compagnie Stadler Rail a reçu une commande de 45 millions de francs suisse pour la construction de cinq trains à crémaillère, pour une mise en service dès 2021.

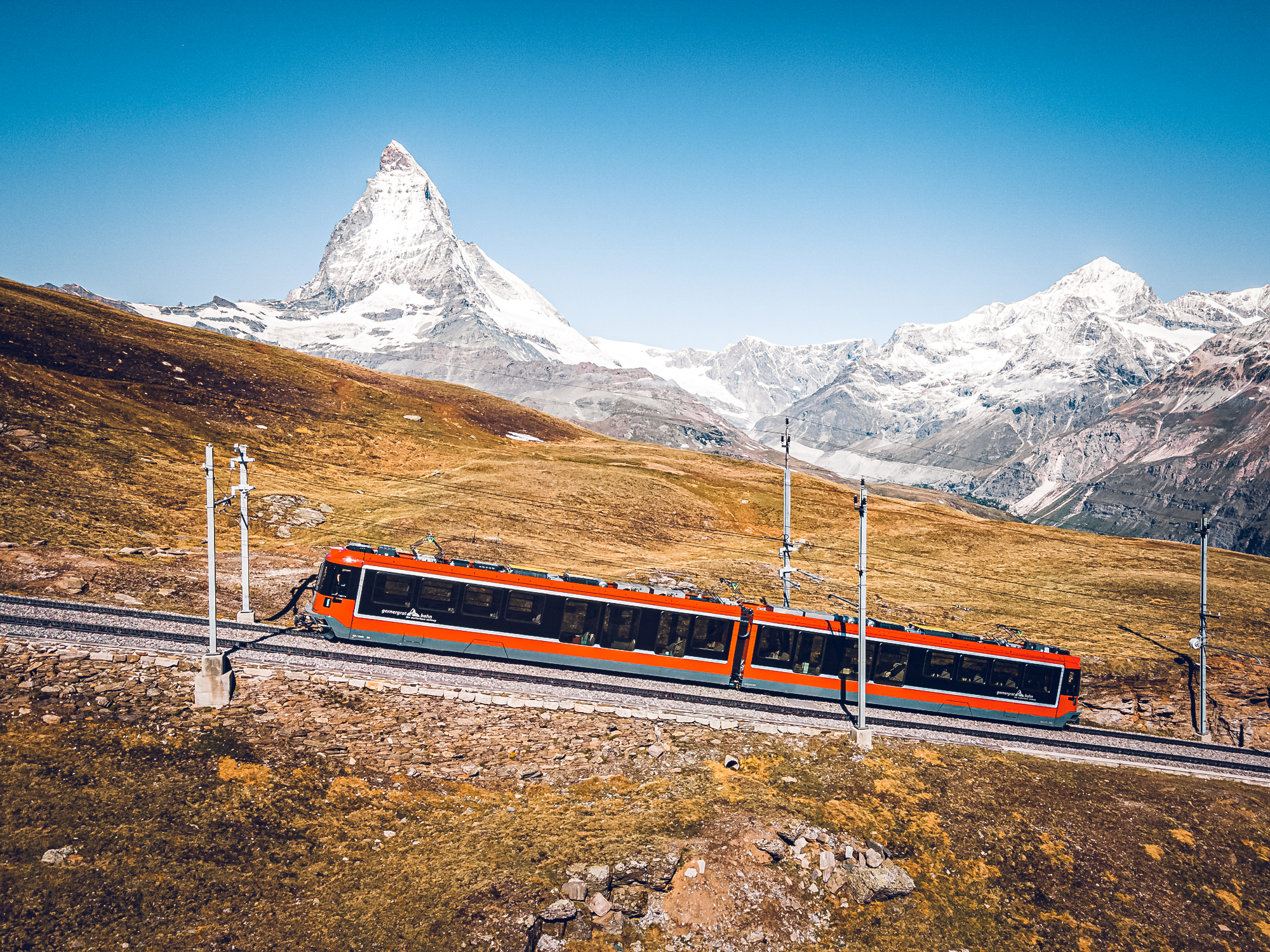
Une rame POLARIS de Stadler Rail sur la ligne du Gornergrat

Le 1er septembre 2022, la première POLARIS Bhe 4/6, N°3093 de Stadler, est livrée à la compagnie. Le design intérieur et extérieur futuriste et exclusif de ces rames, est issu du studio de design italien Pininfarina.